# Plywood

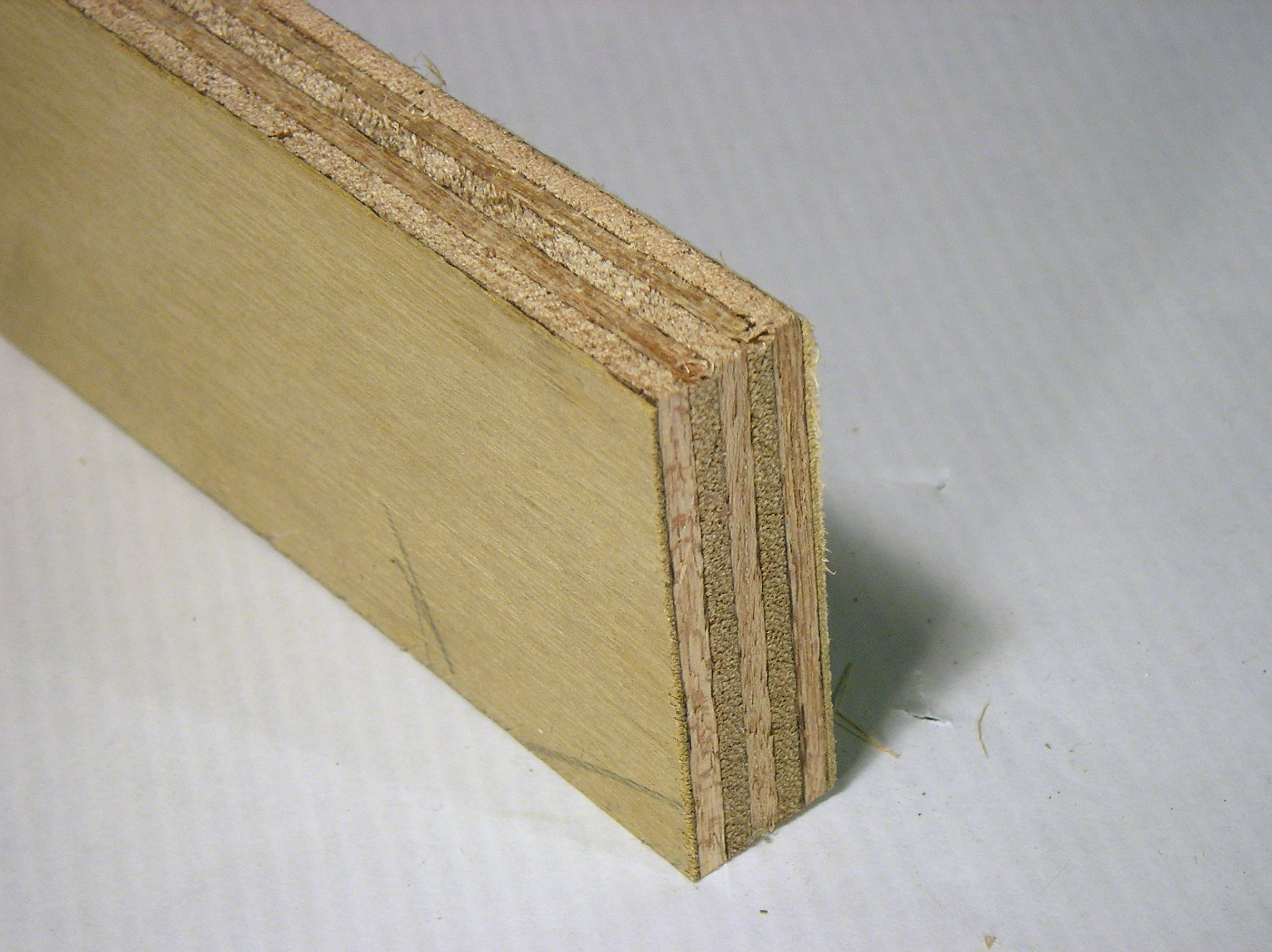
Plywood och dess typiska tvärsnitt

Plywood eller kryssfanér är en skiva av korslagda fanér som är limmade med fenolhartslim och pressade med högt tryck under värmebehandling, till en relativt hållfast och formstabil produkt. Plywood har fått ett stort användningsområde inom bland annat båt- och skeppsvarv, möbelinredningsindustri samt byggindustri.
Plywood varierar i tjocklek mellan vanligtvis cirka tre millimeter och tre centimeter. De olika skikten är lagda och limmade korsvis, med all ytfanér i ett lager lagd i samma riktning. Furu och gran är de vanligaste träslagen i byggnadsindustrin, där gran ibland används som mellanfaner. Inom båt- och skeppsvarvsindustrin används i regel ädlare träslag, vilka har större motståndskraft mot röt- och mögelangrepp; detta gäller exempelvis teak och olika mahognyarter. I möbel- och inredningssammanhang används ofta björkplywood eller olika sorters ädelträ för bättre formbarhet.
Det finns även modellplywood eller flygplansplywood som används av modellbyggare och inom flygplanstillverkning; dessa är mycket tunna – allt ifrån ett par tiondels millimeter upp till cirka tre millimeter. Plywood indelas i knivskuren fanér, som är den bättre kvalitén, och svarvad faner.
Forssmanholz eller Holzblech är en extra motståndskraftig plywood, i Tyskland patenterat som uppfinning 1921–1922 av Villehad Forssman.
Bland annat har man gjort mycket plywood i Edsbyn. Edsbyns äldsta kvarvarande företag, Träförädlingen (nuvarande namn E-ply Edsbyns plywood AB), grundades 1895.

## Historik
De gamla egyptierna och grekerna skar trä i tunna skivor och limmade ihop det i lager med fibrerna i vinkelräta riktningar, och erhöll då ett mångsidigt byggmaterial. 
År 1797 ansökte mariningenjören  Samuel Bentham om patent för flera maskiner för att tillverka fanér. I sina patentansökningar beskrev han konceptet att laminera flera lager faner med lim för att bilda en tjock och styv skiva. Detta är den första beskrivningen av det vi idag kallar plywood. Fanér på Benthams tid var plansågade längs eller tvärs över stocken i olika vinklar mot fiberriktningen. och därmed begränsad i bredd och längd.